# LinuxFab

LinuxFab網站畫面

LinuxFab是由當時仍在国立交通大学資科所的博士黃經緯（Rolland）在1998年8月4日架設的網站。初期架設在台灣學術網路內，提供台灣的開放社群在網路上分享與討論的空間。
之後以該站為基礎，加入了外來資金與人才，成立開放原碼股份有限公司（OpenFab Inc.），設址於台北市中華路。總經理為鄭國亮，黃經緯任技術長，公司標語為「Open source for the open mind」。此時正式將網站遷出教育學術網路，為商業化的網站。
該站甫商業化時，台灣開放社群中有部份意見要該站的全部網站程式開放，造成 Rolland 與相關工程師趕工，將它整理出來，並成套件化，就是 Sourcefab.cx 的最重要軟體之一。
站內的「專欄作家」中有許多開放社群工程師們深度的文章發表。各主題「討論區」讓開放社群工程師能在上面討論。「工作機會」提供業者與工程師的徵才場所。「電子書」嘗試成為工程師知識學習平台。
期間黃經緯撰寫了《PHP＆MySQL網站建構魔法書：細說LinuxFab網站架構》一書（ISBN 957-466-170-9；文魁資訊出版）。
之後由於商業化後一直未找到長期獲利的商業模式，又因為資金的流失與新資金取得的問題，加上頻寬費用的長期大量支出，造成開放原碼股份有限公司已無資金繼續支持下去，公司規模縮減。在2001年6月21日傳出公司經營危機，黃經緯轉任總經理。部份開放社群的成員捐款相助，但因資金的問題，仍繼續走下坡。2002年2月25日Rolland發表震撼台灣開放社群的 LinuxFab 站長的感慨 （页面存档备份，存于） 一文，使該站告一段落，也造成開源界許多活躍份子的遺憾。2002年11月25日改以 linuxfab.com 的網址苦撐，但在2004年7月後，就全部熄燈，正式走入歷史。而站內全部資料的流失，也讓開放社群五年的努力全部消失，部份資料散見於各網站。

## 外部連結
- LinuxFab.cx，Internet Archive 收錄的LinuxFab網站。
- LinuxFab.com，Internet Archive 收錄的LinuxFab.com網站。

- LinuxFab 的主站台 （页面存档备份，存于），曾為台灣最大的開放社群聚集地
- LinuxFab.com 在 linuxfab.cx 關站後，仍苦撐一年多。
- SourceFab.cx，仿SourceForge.net的開放社群原始程式專案網站，提供 Linuxfab 的網站架站程式及其它開放原始碼供下載
- PalmFab.cx[永久]，提供Palm社群的討論分享空間